# 미국국립과학원회보

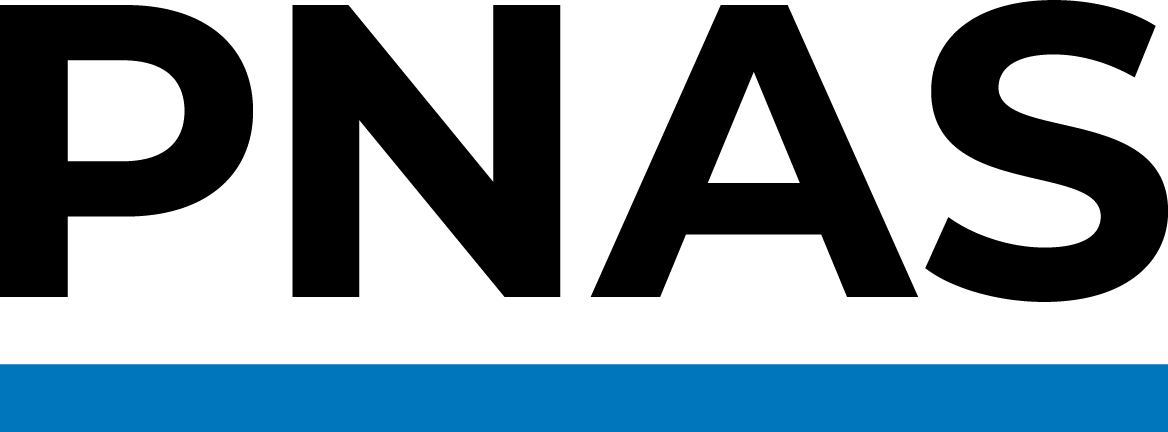

《미국국립과학원회보》(Proceedings Of The National Academy Of Sciences, PNAS 또는 PNAS USA)는 동료 심사를 거치는 종합 과학 저널이다. 1915년 이래 출판된 국립 과학원의 공식 저널이며 독창적인 연구, 과학적 검토, 논평 및 서한을 출판 및 배포한다. JCR(Journal Citation Reports)에 따르면,이 저널의 2018 임팩트 팩터는 9.58이다. PNAS는 2008-2018년 동안 190만 건이 넘는 인용 횟수를 기록한 두 번째로 많이 인용된 과학 저널이다. 일반적인 언론에서 PNAS는 "저명한"(prestigious),"신뢰할만한"(sedate), "명망있는"(renowned), 및 "영향력이 큰"(high impact)으로 다양하게 묘사되었다.

## 같이 보기
- RISS
- NCBI